# Arabische oehoe
De Arabische oehoe (Bubo milesi) is een oehoe uit de familie Strigidae. Deze uil komt voor op het Arabisch Schiereiland. Deze oehoe werd in 1886 door Richard Bowdler Sharpe geldig beschreven en door John Gerrard Keulemans afgebeeld. Later werd deze uil als ondersoort beschouwd van de Afrikaanse oehoe. Collar & Boesman (2019) zijn echter van mening dat op grond van verschillen in geluid en verenpatroon de status als aparte soort terecht is.

## Kenmerken
Deze oehoe is gemiddeld 45 cm lang en weegt 490 tot 620 g (mannetje) en 640 tot 850 g (vrouwtje). Voor een soort oehoe is het een betrekkelijk kleine uil; de gewone oehoe uit Eurazië is bijvoorbeeld 70 cm lang en kan 3 kilo wegen. De Arabische oehoe heeft rechtopstaande oorpluimen en lijkt sterk op de grijze oehoe (B. cinerascens). De soort is gemiddeld kleiner dan de Afrikaanse met een vleugellengte van 30 tot 33 cm (Afrikaanse oehoe: 29 tot 37 cm), verder is deze soort taankleurig en maakt iets andere geluiden.

## Verspreiding en leefgebied
Deze komt voor in het zuidwesten van Saoedi-Arabië, Jemen en Oman.
Het leefgebied is zeer gevarieerd. Deze oehoe wordt aangetroffen in droog rotsig gebied of gebied met afwisselend lage heuvels, grasland, struikgewas en droog half open bosgebieden zoals savanne en wordt in berggebieden tot 2100 m boven de zeespiegel aangetroffen.

## Status
BirdLife International schat de grootte van de wereldpopulatie op 4000 tot 10.000 volwassen individuen. De vogel is wijd verspreid en men veronderstelt dat de soort in aantal stabiel is. Om deze redenen staat de Afrikaanse oehoe als niet bedreigd op de Rode Lijst van de IUCN.